# Kazimierz Kozan
Kazimierz Kozan (ur. 9 stycznia 1895 w Tarnowie, zm. 22 lutego 1971 w Świeciu) – komandor porucznik Polskiej Marynarki Wojennej, działacz niepodległościowy.

## Życiorys
Urodził się 9 stycznia 1895 w Tarnowie, ówczesnym mieście powiatowym Królestwa Galicji i Lodomerii, w rodzinie Juliana, niższego funkcjonariusza miejskiego, i Anieli. Od 1 maja do 1 lipca 1914 należał do Drużyny Strzeleckiej, a od lipca do Stałej Drużyny „Sokoła” w rodzinnym mieście.
16 sierpnia 1914 wstąpił do Legionów Polskich.
W czerwcu 1927 został przeniesiony do Kadry Marynarki Wojennej na stanowisko dowódcy kompanii. 23 grudnia 1927 został przeniesiony do kadry oficerów piechoty z pozostawieniem na dotychczas zajmowanym stanowisku. Od 1 lutego do 15 lipca 1930 był słuchaczem kursu dowódców batalionów w Centrum Wyszkolenia Piechoty w Rembertowie. W międzyczasie (w czerwcu tego roku) został przeniesiony z korpusu oficerów piechoty do korpusu oficerów marynarki wojennej w stopniu kapitana ze starszeństwem z 1 lipca 1923 i 2. lokatą w korpusie rzeczno-brzegowym oraz pozostawieniem na stanowisku dowódcy batalionu ćwiczebnego w Kadrze MW. 2 grudnia 1930 prezydent RP nadał mu stopień komandora podporucznika ze starszeństwem z dniem 1 stycznia 1931 i 1. lokatą w korpusie oficerów marynarki wojennej (korpus rzeczno-brzegowy). W kwietniu 1933 został przesunięty na stanowisko kwatermistrza Kadry MW, a w czerwcu 1934 wyznaczony na stanowisko dowódcy Kadry Szeregowych Floty. Na stanowisku dowódcy Kadry Floty w Gdyni pozostawał przez pięć kolejnych lat. 2 czerwca 1939 został wyznaczony na stanowisko komendanta miasta Gdyni. Na tym stanowisku wziął udział w obronie Gdyni, a następnie w bitwie o Kępę Oksywską.
19 września 1939, po kapitulacji obrońców Kępy Oksywskiej, dostał się do niewoli niemieckiej. Przebywał w Oflagu II D Gross-Born, a następnie Oflagu X A Sandbostel. 29 kwietnia 1945 został uwolniony z niewoli przez żołnierzy armii brytyjskiej. W lipcu tego roku wyjechał do Anglii, gdzie 10 sierpnia został oddany do dyspozycji komendanta Komendy Morskiej „Południe”, a po trzech miesiącach przeniesiony do grupy rezerwowej oficerów MW. Zarządzeniem personalnym szefa Kierownictwa Marynarki Wojennej z 7 czerwca 1946 został mianowany komandorem porucznikiem ze starszeństwem z 1 czerwca 1946 i 1. lokatą w korpusie rzeczno-brzegowym. 20 grudnia 1946 wrócił do Polski. Zmarł 22 lutego 1971 w Świeciu.

## Ordery i odznaczenia
- Krzyż Niepodległości – 6 czerwca 1931 „za pracę w dziele odzyskania niepodległości”[12][13]
- Krzyż Walecznych dwukrotnie[14]
- Złoty Krzyż Zasługi – 1938 „za zasługi na polu pracy społecznej”[15][14]
- Srebrny Krzyż Zasługi[14]
- Medal Pamiątkowy za Wojnę 1918–1921[1]
- Medal Dziesięciolecia Odzyskanej Niepodległości[1]
- Medal Zwycięstwa[16]